# Luigi Di Biagio
Luigi Di Biagio, född 3 juni 1971 i Rom, är en italiensk fotbollstränare och före detta spelare som sedan 2013 är tränare för Italiens U21-landslag. Under sin spelarkarriär vann han EM-silver med Italien.

## Spelarkarriär

### Klubblag
Di Biagio startade sin karriär i Lazio där han gjorde sin Serie A-debut. 1989-1992 spelade han för Monza innan han gick vidare till Foggia, som han var med och spelade upp till Serie A.
1995 gick Di Biagio till AS Roma där han hjälpte laget att nå kvartsfinal i UEFA-cupen 1998/1999. Under den här tiden blev han även ordinarie i landslaget. Di Biagio skulle komma att spela 140 matcher och göra 18 mål totalt för Roma.
Under början av säsongen 1999/2000 skrev han på för Inter, där han under fyra säsonger gjorde totalt 163 matcher och 18 mål. 2003 flyttade han till Brescia där han bland annat spelade tillsammans med Roberto Baggio under en säsong. Trots att Di Biagio gjorde nio mål i ligan så åkte Brescia ur Serie A 2005.
I januari 2007 flyttade Di Biagio till Ascoli där hans debut kom 14 januari mot Cagliari. Under vårsäsongen gjorde han dock bara 7 framträdanden och två mål innan han avslutade sin karriär.

### Landslag
Luigi Di Biagio gjorde landslagsdebut för Italien i januari 1998 mot Slovakien. Han var uttagen till VM 1998, där han spelade i alla matcher och gjorde dessutom ett mål i 3-0 vinsten över Kamerun. I kvartsfinalen mot Frankrike så missade Di Biagio den avgörande straffen då det blivit 0-0 efter full tid och förlängning.
I EM 2000 startade Di Biagio tillsammans med Demetrio Albertini på innermittfältet. I den sista gruppspelsmatchen mot Sverige så gjorde han ett av målen i segern som även innebar gruppseger. I semifinalen mot Nederländerna, som Italien vann på straffar, gjorde han mål på sin straff under straffsparksläggningen. I finalen väntade Frankrike som såg ut att förlora, men lyckades kvittera till 1-1 i den 93:e minuten. I förlängningen avgjorde sedan David Trezeguet och Italien fick nöja sig med silver.
Di Biagio var även med i VM 2002, där han dock bara spelade i öppningsmatchen mot Ecuador.

## Tränarkarriär
I juli 2011 blev Di Biagio utsedd till ny förbundskapten för Italiens U20-landslag. Efter två år så tog han istället över huvudansvaret för Italiens U21-landslag, som han förde till U21-EM 2015.

## Meriter
Italien
- EM-silver: 2000